# Gudrun Lange
Gudrun Lange (* 1964 in Karl-Marx-Stadt) ist eine deutsche Country-Musik-Sängerin, Texterin und Komponistin aus Augustusburg und seit den späten 1980er Jahren die Frontfrau der Band Kactus.

## Leben
Gudrun Lange wuchs mit weiteren vier Geschwistern in Flöha auf. Im Alter von 15 Jahren gewann Lange als Sängerin einen Talentewettbewerb. Nach der Schulausbildung an der Ernst-Schneller-Schule Flöha lernte sie in Karl-Marx-Stadt den Beruf eines Chemiefacharbeiters. Nach der Ausbildung arbeitete sie in der Buntpapierfabrik Flöha. 1982 lernte sie Martin Djoleff kennen, den Bandleader der Band Kactus, als die Band eine Sängerin suchte. Der erste wichtige gemeinsame Auftritt war 1985 die Teilnahme am internationalen Countryfestival in Mrągowo in Polen. Neben der musikalischen Karriere arbeitete sie halbtags im Kulturbereich des Rat des Kreises Flöha. 1988 wurde sie zur Berufsmusikerin und zog nach Augustusburg. 1995 heiratete sie Martin Djoleff und ihre Tochter wurde geboren. 2006 starb Martin Djoleff. Neben ihrer musikalischen Tätigkeit arbeitet sie im Personal- und Abrechnungsbereich verschiedener Unternehmen.

## Geschichte der Band Kactus
1971 wurde die Band von u. a. Martin Djoleff (* 1953) unter dem Namen „Sympathie“ gegründet und spielte eher experimentelle Rockmusik. Der erste offizielle Auftritt und Umbenennung in Kactus fand 1977 statt. 1988 stieß Tommy Georgiew. 1989 erfolgte die erste Vinylveröffentlichung mit der "Kleeblatt 28" bei Amiga.
Später kam Achim Schaale dazu und die Band trat unter dem Namen Kactus auf. Frank Zückmantel und Torsten Großmann spielten schon bei Brigitte Stefan & Meridian gemeinsam bis zu deren Auflösung 1990.
Bei ihrer ersten Amerika-Tour wurden sie von den Bellamy Brothers als erste europäische Countryband zur Snake Rattle & Roll Jam in Florida eingeladen. Auf dem Album Ich tanz' im Regen, das von Tom Astor und Klaus Löhmer produziert wurde, ist sie bei dem Titel Ich lass mir nichts gefallen – eine Adaption des Holly Dunns Lieds Your really had me going mit Dunn im Duett zu hören. Beim Stück Yellow River Road handelt es sich um ein Duett mit Suzy Boggus.
1998 unternahm die Band eine Reise nach Nashville, wo auch die DVD American Dream und im März das Album Incognito produziert wurden. Auch hier agiert Löhmer wieder als Produzent zusammen mit Djoleff.
2011 veröffentlichte Gudrun Lange mit ihrer Band Kactus ihr Comeback-Album Du und Ich. Mit der Single Glaub' an Dich selbst war sie in mehreren Radio- und Fernsehsendungen zu Gast.

## Erfolge und Auszeichnungen
1992 erhielt die Band eine Auszeichnung in Jonny Hills RTL-Sendung Kilometer 330.
Beim Truck-Grand-Prix auf dem Nürburgring bekamen sie von der Zeitschrift Auto Bild und Trucker den Golden American Award. 2002 und 2011 wurde Gudrun Lange von der German American Country Music Federation zur besten Sängerin Deutschlands gewählt. Tom Astor schrieb für die Band die erfolgreiche Single Ich tanz im Regen.

## Diskografie
Gudrun Lange & Kactus

### Singles & EPs
- 1992: Ich tanz' im Regen/So lang ich dich noch fühle (7" Single, Electrola)
- 1993: Zertanzte Schuhe (Down at the Twist and Shout) (Single, Electrola)
- 1999: Keine Angst (Single, Avaton/Saxoniamusic)
- 2012: Wo Sind All die Gefühle (Single, Tyrolis)[10]
- 2014: Du haust mich um (Single, Malika Music)[11]
- 2014: Die Rose (Single, Avaton/Saxoniamusic)
- 2015: Wenn du willst (Single, XENIA Records)
- 2021: Was mir fehlt (Eigenverlag/nur digital)
- 2024: Du bist nicht allein (Neuaufnahme, Little Big Town/MCP Sound & Media)

### Alben
- 1989 Gudrun Lange & Kactus – Deutscher Supercountry (Amiga)[12]
- 1993: Ich tanz' im Regen (Album, Electrola)
- 1995: Es ist Weihnacht (Gnoth Records)
- (genaues Veröffentlichungsjahr unbekannt): Mitten im Herz (Eurotrend/MCP)
- 1998: Incognito (Avaton/Saxoniamusic)
- 1999: Gudrun Lange & Kactus – Deutscher Supercountry (Wiederveröffentlichung der Amiga Version)
- 2003: Best Of (Tyrolis)
- 2008: Ein Duft von Heu (Eurotrend/MCP, Wiederveröffentlichung von Gudrun Lange & Kactus – Deutscher Supercountry)
- 2010: Glaub an dich selbst (MCP)
- 2011: Glücksstern (MCP)[13]
- 2011: Du und Ich (MCP)
- 2019 Seelenverwandt (Avaton/Saxoniamusic)